# Europa-Park
Az Europa-Park egy témapark a németországi Baden-Württemberg tartományban található Rust településen. A park egy 95 hektáros területen helyezkedik el, és húsz tematikus zónában mintegy száz attrakciót kínál, köztük előadásokat és tizennégy hullámvasútat. A parkhoz tartozik továbbá hat szálloda, egy kemping, egy tipi-falu, egy mozi, valamint egy konferenciaközpont is.
2022-ben a látogatók száma elérte az 5,4 millió főt.

## Történet
Kezdetben az üzemeltető, Mack família a parkot Breisach településnél álmodta meg, ám az építkezés kudarcot vallott, mivel az a terület a Rajna ártere volt. Breisach az Europasee ('Európa-tó') mellett helyezkedik el, így az üzemeltetők az Europa-Park nevet találták ki. Annak ellenére, hogy a parknak végül új helyen, Rust mellett kellett felépülnie, a név megmaradt.
Az Europa-Park Rust mellett végül 1975. július 12-én nyitotta meg kapuit a nagyközönség előtt, a korábbi – szintén a család tulajdonában lévő – Balthasar kastély kertjében. A család Waldkirchből származik és irányításuk alatt állt egy körhinta- és közlekedési eszköz gyártó cég is. A megnyitás után, úgy, ahogy a Disneyland is, új látványosságokkal, attrakciókkal igyekeztek minél több kalandot nyújtani és élményt szerezni a látogatóknak.
A parkot kezdetben egyfajta kirakatként is tervezték az eszközgyártó cégük számára, ahol az új ügyfelek élőben megtekinthették, hogy a látogatók hogyan használják, mennyire élvezik a cégük által készített attrakciókat.
A freiburgi kormányzat engedélye után lehetőség nyílt a Flughafen Lahr („Black Forest Airport“) („Feketeerdő repülőtér, Lahr“) mint egyfajta ráhordó reptér használatára, ami révén 2007 közepétől repülőjegyek foglalhatók Bécsből, Rotterdamból és Londonból. A reptérre érkező vendégeket egy a park által küldött küldöttség üdvözli, majd egy célbuszjárattal közvetlenül a szállodákhoz szállítják. Az első szezonban 2007. július 3. – augusztus 16. kb. 3500 vendég érkezett Londonból, Manchesterből és Bécsből, mintegy 51 repülőgéppel. A park menetrend szerinti repülőjáratokkal is elérhető a Karlsruhe – Baden Airpark repülőtéren keresztül, amelyekhez szintén célbuszjárati ajánlatok is elérhetők.

## Bejárat
A bejárati résznél áll az Europa-Park kabalfugurájának, az Euro-Mausnak a szobra. A szökőkút után a pénztárak, majd a tényleges parkbejárat, amelynek emeletén található az Alexanderplatz állomás, ahonnan az Monorail indul.
Az EP-Express körbemegy a teljes parkon, de természetesen le lehet szállni a „spanyolországi” „El Andaluz“ és a görög „Olymp“ megállóknál is. Az Europa-Park-Resorthotel vendégei a „Hotel Colosseo“ megállónál közvetlen elérhetik a szállodákat.

## A témaparkvilágai
A park szinte minden témáját egy-egy ország, vagy európai régió mintázza. Az első, az 1982-ben épült Olaszország volt. Az egyes témák során igyekeztek az országra, területre jellemző építészeti és a tájra jellemző egyedi vonásokat visszaadni kiegészítve a dolgozók öltözködésével is.

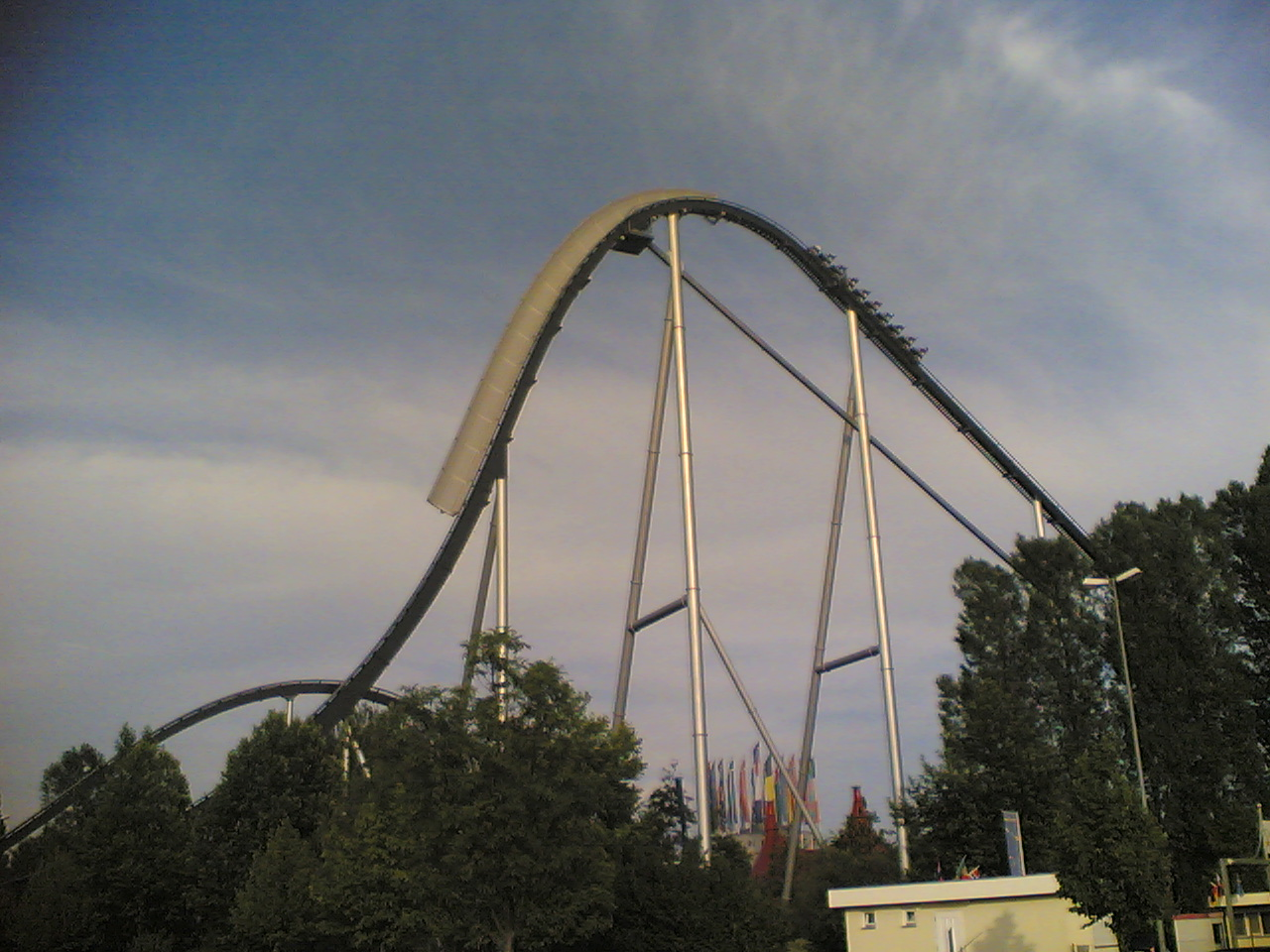
Silver Star

Az egyes témák:
| - Olaszország (1982) - Hollandia (1984/1987) - Nagy-Britannia (1988/2008/2010) - Franciaország (1989/2010) - Ausztria (1992) | - Skandinávia (1992/2010) - Svájc (1993) - Spanyolország (1994) - Németország (1996/1997/1999) - Oroszország (1998) | - Görögország (2000/2001) - Portugália (2005/2010) - Izland (2009/2010) - Kalandvilág - A gyerekek világa - Meseerdő (2011) |

### Chocoland –Csokivilág
Chocoland egy országhoz nem kapcsolódó terület volt kezdetben, ám a 2010-es szezontól az angol részhez csatolták. Egy üvegből és műanyagból készült, sátor alakú házból áll.
Itt kapott helyet az ún. Drehtheater ahol lézershow segítségével időutazáson vehetünk részt. Mindemellett az első emeleten található egy egyvágányú nyeregvasút, a Monorail-Bahn, amely a park egy kisebb részén halad keresztül. A 2010-es szezontól kezdődően egy második állomás is létesült az izlandi résznél. A vonatnak nincsenek ablakai se teteje, csak műanyag esernyőket helyeztek el rajtuk esővédő gyanánt. Az út során kellemes zene szól, így az utas kényelmesen hátradőlve élvezheti az utazást. A Chocoland-részen található egy panoráma étterem is kilátással az Europa-Parkra, amely süteményekkel és forró italokkal, kávéval várja a betérőket. A Milka-Shop különféle tejtermékeket kínál, természetesen csokoládéval.
A Chocoland nevet az amerikai élelmiszer konszern Kraft Foods feliratú üzleteiről kapta. A 2010-es átalakítások és új attrakciók elhelyezése után csatolták a Nagy-Britannia részhez. Chocolandot a park megnyitásának 35. évfordulója alkalmából (2010. júl. 12.) tervezték át. Az egykori Drehtheater „Időutazás" az Europa-Park kiállítással bemutatja a park 35 éves történet a látogatóknak.

## Attrakciók

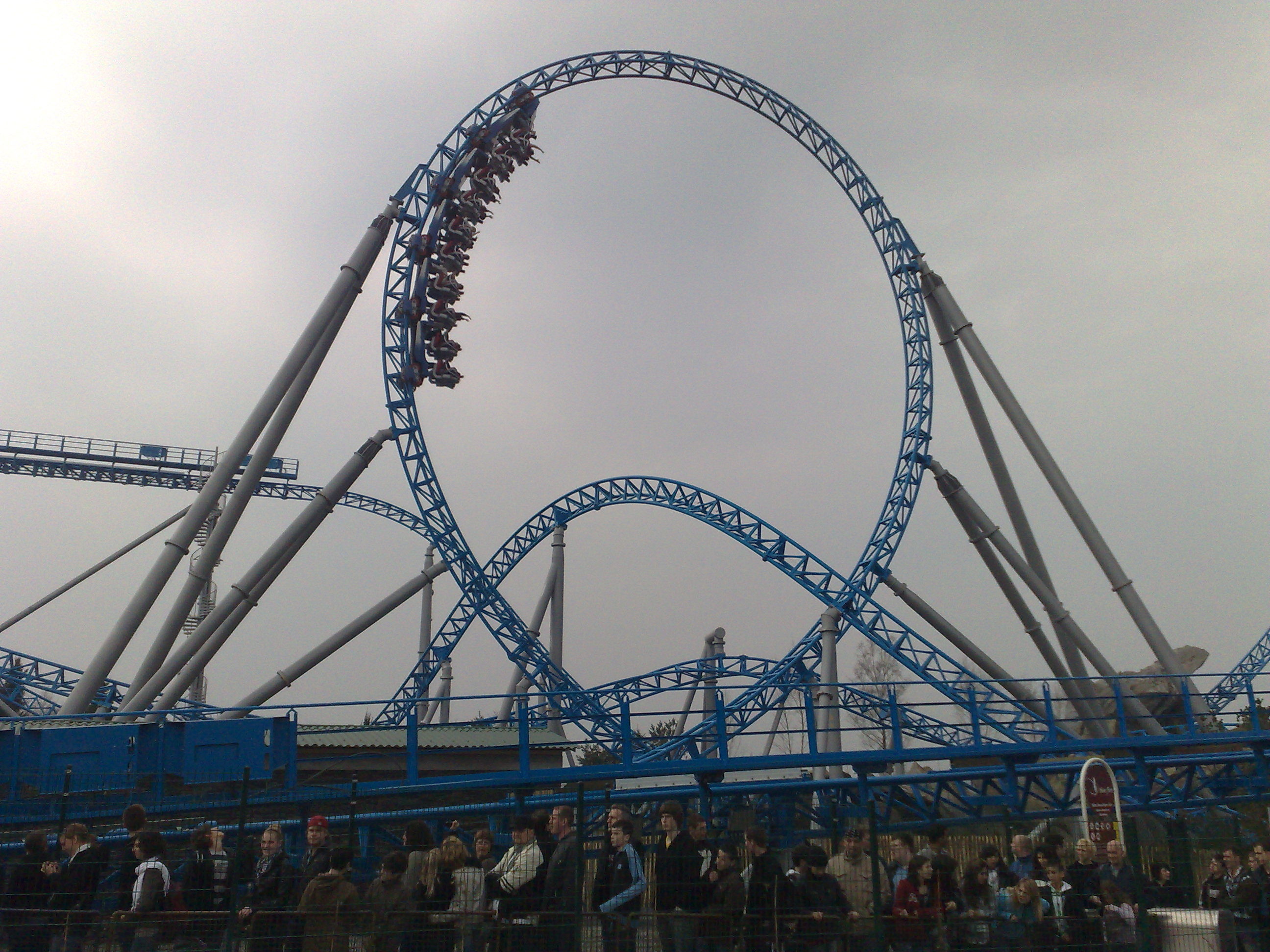
Blue Fire Megacoaster

A szabadidőpark keveréke a különféle élmény-, utazási attrakcióknak téma- és park elemeknek.
Az egyik legfőbb attrakciónak számít a Mercedes-Benzcel közösen épített Silver Star hullámvasút, amely a legmagasabb és 2006 elejéig a leggyorsabb hullámvasút volt Európában. A hullámvasútra várakozók egy Mercedes-Benz múzeumon keresztül haladnak keresztül, ahol túraautókat, Forma 1 versenyautókat stb. vehetnek szemügyre. (A múzeum 2010-ben elsősorban a Mercedes-Benz SLS AMGfelé fordult, amely szintén látható itt.) Ezen kívül egy film is megtekinthető a Mercedes túrakocsikon és Forma 1-es autókon történő munkálatokról.
A Silver Star mellett megtalálható még a Poseidon vízihullámvasút, amely az első ilyen volt Európában. A hullámvasutak közül az Euro-Mirben egy gondolában ülhetünk, amely forog az út során, így néha háttal haladhatunk. Az Eurosatban az út egy világűr-hatást keltő gömbben halad. A 2006-os szezonkezdésre az Eurosatot kézzel festett fóliákkal vonták be a foci világbajnokság hivatalos labdáját ábrázolván. A művelet mintegy 600 órán át tartott. A 2005-ös szezonnyitó óta az „Atlantica SuperSplash“ vízihullámvasút lett az új Portugália rész fő attrakciója. 2006-ban nyitott a görög részen található Pegasus családi/gyermek hullámvasút is.
A 2008. március 15-i szezonnyitóra készült el 2 angliai attrakció a London Bus és a Crazy Taxi. 2009-től pedig az újonnan kialakított Izland is elérhetővé vált. Ezen a területen nyitotta meg kapuit az Europa-Park első nagysebességű, lineáris-motorindítású, átfedéses hullámvasútja, amelybe egy looping (hurok), két dugóhúzó és egy Heartline Roll épült. A blue fire MEGACOASTER nevet viselő attrakció 2,5 másodperc alatt gyorsul fel nulláról 100 km/h-ra. Legnagyobb sebessége 110 km/h, 38 m magas és 1056 m hosszú.

### Hullámvasutak áttekintése
| Név                                | Magasság (m) | Hossz (m) | Sebesség (max. km/h) | G-erő (max.) | Típus             | Megnyitás éve | Elhelyezkedése |
| ---------------------------------- | ------------ | --------- | -------------------- | ------------ | ----------------- | ------------- | -------------- |
| Alpenexpress „Enzian“              | 6            | 264       | 45                   | 2            | Powered Coaster   | 1984          | Ausztria       |
| Schweizer Bobbahn                  | 19           | 487       | 50                   | 3            | Bobachterbahn     | 1985          | Svájc          |
| Eurosat                            | 25,5         | 900       | 60                   | 4            | Dunkelachterbahn  | 1989          | Franciaország  |
| Euro-Mir                           | 28,3         | 984       | 80                   | 4            | Spinning Coaster  | 1997          | Oroszország    |
| Matterhorn-Blitz                   | 16           | 383       | 56,3                 | 2            | Wilde Maus        | 1999          | Svájc          |
| Wasserachterbahn Poseidon          | 23           | 836       | 70                   | 3            | Wasserachterbahn  | 2000          | Görögország    |
| Silver Star                        | 73           | 1.620     | 127                  | 4            | Hyper Coaster     | 2002          | Németország    |
| Atlantica SuperSplash              | 32           | 390       | 80                   | 4            | SuperSplash       | 2005          | Portugália     |
| Pegasus – die YoungStar-Achterbahn | 15           | 430       | 65                   | 3            | YoungSTAR Coaster | 2006          | Görögország    |
| blue fire MEGACOASTER              | 38           | 1.056     | 110                  | 3,8          | Launched Coaster  | 2009          | Izland         |
| Wodan-Timburcoaster                | 40           | 1.050     | 115                  | 3,5          | Wooden Coaster    | 2012          | Izland         |

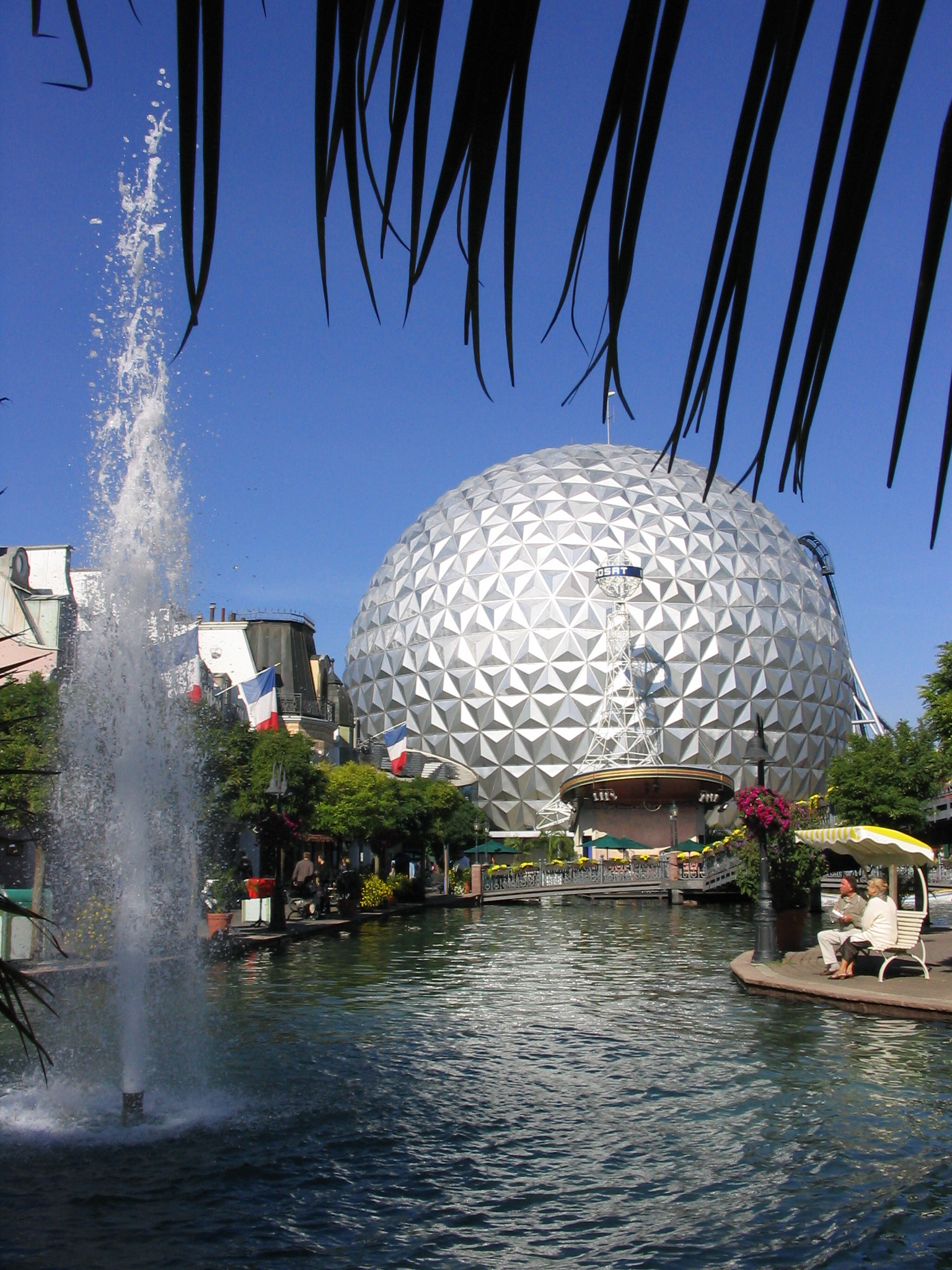
EuroSat

A Wodan-Timburocasteren kívül a hullámvasutak acélból vannak. A vízihullámvasutak hibridek, részben sínen haladnak, részben egy csatornában úsznak. A Silver Starig bezárólag, amit a Bolliger & Mabillard épített, mindet a Mack Rides építette.

### További attrakciók
Az utazási kínálatot 3 vízihullámvasút, számos körhinta és egyedi „Animatronic attrakciók“ egészítik ki. Végül utazhatunk csónakkal egy vízi csatornán, vagy járművel a sínen, amelyeket számítógép vezérelt babák (innen a név "Animatronics") irányítanak világokon és témákon keresztül. Példának álljon itt a Piraten in Batavia vagy az Universum der Energie, amelyiket dinoszauruszok "kezelnek".
A park további attrakciói:
| Név                                      | Típus                         | Max. magasság | Gyártó                                 | Elhelyezkedése                                        | Megnyitás éve                                    |
| ---------------------------------------- | ----------------------------- | ------------- | -------------------------------------- | ----------------------------------------------------- | ------------------------------------------------ |
| Abenteuer Atlantis                       | Interaktiver Dark Ride        | —             | Mack                                   | Görögország                                           | 2007                                             |
| African Queen                            | Schiffsfahrt                  | —             | Mack                                   | Kalandvilág                                           | 1976                                             |
| Arena of Football                        | Indoor-Autoscooter            | —             | Mack (Fahrbahn), Bertazzon (Fahrzeuge) | Anglia                                                | 2006                                             |
| Crazy Taxi                               | Demolition Derby              | —             | Zamperla                               | Anglia                                                | 2008                                             |
| Der Flug des Ikarus                      | Ballonkarussell               | 8 m           | Morgan                                 | Görögország                                           | 1996                                             |
| Dino-Karussell                           | Kinderkarussell               | —             | Mack                                   | Gyermekvilág                                          | 1993                                             |
| Dschungelfloßfahrt                       | Floßfahrt                     | —             | Mack                                   | Kalandvilág                                           | 1975                                             |
| Elfenfahrt                               | Wasserattraktion              | —             | Mack                                   | Németország                                           | 1979                                             |
| Euro-Tower                               | Aussichtsturm                 | 75 m          | Intamin                                | Franciaország                                         | 1983                                             |
| EP-Express                               | Einschienenbahn               | 8 m           | Von Roll                               | Németország, Görögország, Spanyolország, Hotel Resort | 1995                                             |
| Feria Swing                              | Berg- und Talbahn             | 3 m           | Mack                                   | Spanyolország                                         | 1994                                             |
| Fjord-Rafting                            | Rapid River                   | 8 m           | Intamin                                | Skandinávia                                           | 1991                                             |
| Fluch der Kassandra                      | Illusionsfahrt, Hexenschaukel | 4 m           | Mack                                   | Görögország                                           | 2000                                             |
| Geisterschloss                           | Dark Ride                     | 6 m           | Mack                                   | Olaszország                                           | 1982                                             |
| Jungfrau-Gletscherflieger                | Flugkarussell                 | 14 m          | Mack                                   | Svájc                                                 | 1989                                             |
| Kinderkutter                             | Kinderbootsfahrt              | —             | Mack                                   | Gyermekvilág                                          | 2001                                             |
| Koffiekopjes                             | Kaffetassen-Karussell         | —             | Mack                                   | Hollandia                                             | 1985                                             |
| Kolumbusjolle                            | Berg- und Talbahn             | 3 m           | Mack                                   | Spanyolország                                         | 1994                                             |
| Lada-Autodrom                            | Autofahrt                     | —             | Mack                                   | Oroszország                                           | 1986                                             |
| Leuchtturmspaß                           | Eigenkraft-Hubturm            | 9 m           | Heege                                  | Gyermekvilág                                          | 2002                                             |
| London Bus                               | Flying Bus                    | 7 m           | Zamperla                               | Anglia                                                | 2008                                             |
| Marionetten-Bootsfahrt                   | Wasserattraktion              | —             | Mack                                   | Franciaország                                         | 1992                                             |
| Mini-Scooter                             | Miniautoscooter               | —             | Mack (Fahrbahn), Ihle (Fahrzeuge)      | Hollandia                                             | 1980                                             |
| Monorail-Bahn                            | Einschienenbahn               | 6 m           | Mack                                   | Anglia és Izland                                      | 1990                                             |
| Old 99 mit Zirkusparade                  | Rundkurs-Zug                  | —             | Mack                                   | Franciaország                                         | 1977                                             |
| Oldtimer-Fahrt                           | Autofahrt                     | —             | Mack (Strecke), Ihle (Fahrzeuge)       | Németország                                           | 1976                                             |
| Paddeltour                               | Kinder-Bootsfahrt             | —             | Mack                                   | Gyermekvilág                                          | 2001                                             |
| Panoramabahn                             | Parkeisenbahn                 | —             | Chance-Morgan                          | Németország, Anglia, Spanyolország, Oroszország       | 1975                                             |
| Peter Pan                                | Koggenfahrt                   | 0,5 m         | Mack                                   | Hollandia                                             | 1982                                             |
| Piccolo Mondo                            | Dark Ride                     | —             | Mack                                   | Olaszország                                           | 1982 (újradizájnolás 2011 – előtte Ciao Bambini) |
| Piraten in Batavia                       | Water Dark Ride               | 6 m           | Mack                                   | Hollandia                                             | 1987                                             |
| Roter Baron                              | Kinder-Flugkarussell          | 7 m           | Mack                                   | Hollandia                                             | 1980                                             |
| Schlittenfahrt Schneeflöckchen           | Dark Ride                     | 4 m           | Mack                                   | Oroszország                                           | 1998                                             |
| Silverstone-Piste                        | Autofahrt                     | —             | Mack (Strecke), Ihle (Fahrzeuge)       | Anglia                                                | 1975                                             |
| The British Carousel                     | antikes Karussell             | —             | Mack                                   | Anglia                                                | 1981                                             |
| Tiroler Wildwasserbahn                   | Wildwasserbahn                | 18 m          | Mack                                   | Ausztria                                              | 1978                                             |
| Universum der Energie – Dinosaurierfahrt | Dark Ride                     | 5 m           | Mack                                   | Franciaország                                         | 1994                                             |
| Vindjammer                               | Schiffsschaukel               | 20 m          | Huss                                   | Skandinávia                                           | 1993                                             |
| Whale Adventures – Splash Tours          | Splash Battle                 | —             | Mack                                   | Izland                                                | 2010                                             |
| Wichtelhausen                            | Entdeckungsfahrt              | —             | Mack                                   | Kalandország                                          | 1975                                             |
| Wiener Wellenflieger                     | Wellenflug                    | 14 m          | Zierer                                 | Ausztria                                              | 2006                                             |
| Wikinger-Bootsfahrt                      | Wicki-Bootsfahrt              | —             | Mack                                   | Gyermekvilág                                          | 1990                                             |

## Show-műsorok, parádék és 4D-mozi
Az Europa-park egy tucatnyi show helyszíne és különböző programokkal várja a nagyközönséget. A gyermekeknek bábszínház, gyermek színház, babashow, valamint műkorcsolya-, varieté- vagy Flamenco-Show kedveskedik. Naponta rendeznek parádét a parkban színes járművekkel és jelmezes emberekkel.
Egyik híres show volt a Drehtheater-Multimediashow „időutazás“. Középpontjában egy kör alakú színházzal, amely 5 részre oszlik, és ahol a nézőtér körül fordult a színház, így a néző mindig egy darabot látott a másik után. A park 35. születésnapjára, 2010. július 12-én a színház teljesen átépítésre került és az új „Europa-Park Historama – A Show“ került műsorra. Ebben a park 35 éves történetét mutatják be 4D effekttel és 180°-os nézettel.
A spanyol területen lévő Arénában amely 2000 látogató befogadására alkalmas, középkori lovagi játékokat adnak elő. Az olasz Teatro dell'Arte egy barokk akrobatikus elemekkel tűzdelt táncos show-nak ad otthont. Télen itt találjuk az évente, tematikusan változó Dinnershow-t a „Cirque d'Europe“-ot. A jégpálya a 2007-es szezonig Svájchoz tartozott, mára már görög homlokzata van Francis Demarteau vezetésével.

### Tévéműsorok a parkból

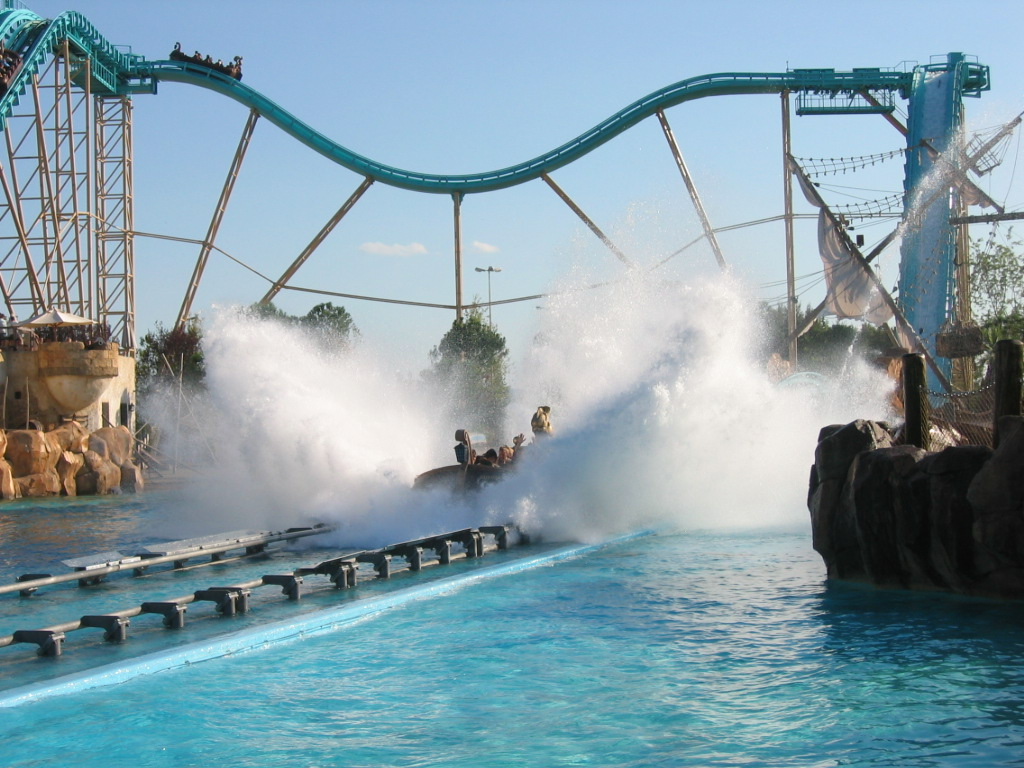
Atlantica SuperSplash

Az Europa-Park több tévéműsornak adott már hátteret, pl. 2003-ban és 2004-ben a Deutschland Champions című műsort a Silver Star Arena falai között forgatták. Minden vasárnap reggel nyaranta az Immer wieder Sonntags (kb. 2000 óta) élőben jelentkezik a Festivalplatzról az Euro-Mir közeléből, vagy a szombat esti show a Herzlichen Glückwunsch 2004/2002 Michael Schanze vezetésével a Silver Star Dome-ból.

### Rendezvények

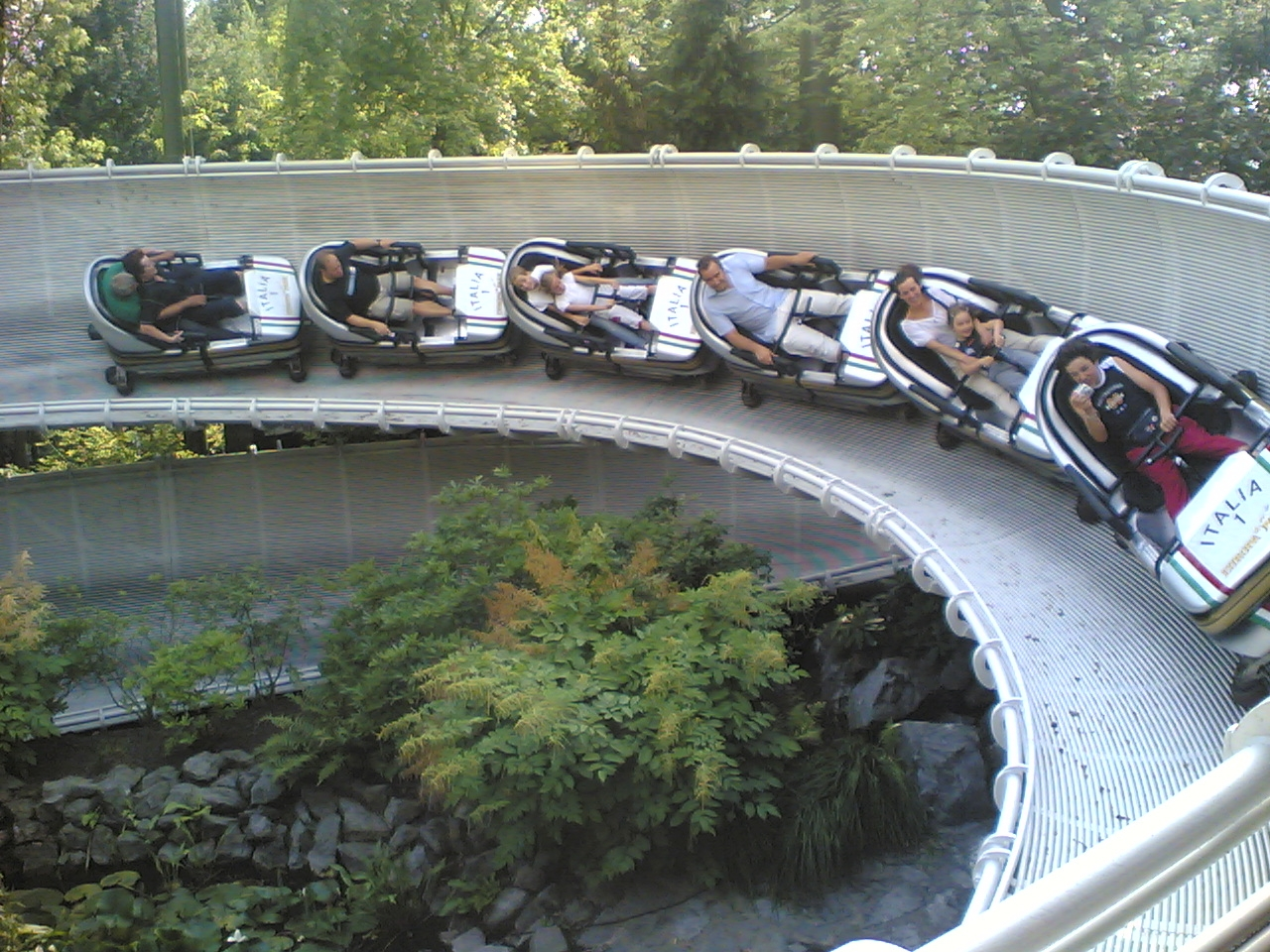
Schweizer Bobbahn

A téli üzemszünetben, februárban a park szolgál a Euro Dance Fesztivál helyszínéül. Itt találkoznak a tánc szerelmesei a világ minden tájáról. Több mint 200 Workshop, új lépéskombinációk, technikák és táncok a legjobb, legismertebb táncospároktól, táncosoktól. A vendégek közül néhány: Detlef D! Soost, William Pino és Alessanda Bucharelli, Isabel Edvardsson, Franco Formica, Oliver Wessel-Therhorn, Kristina & Peter Stokkebroe, Luis Vazquez & Melissa Fernandez.
A 2007-2010 októberében együttműködtek Marc Terenzivel a „Terenzi Horror Nights“ megrendezésében. A látogatók 2007-ben és 2008-ban az olasz és a francia részeken "élvezhették" a sötétséget. 2009-ben a rendezvény a görög és a svájci részre települt át. Hivatásos színészek öltöznek be szörnyeknek, pl. zombiknak és "zaklatják" ijesztgetik a vendégeket. 2010-ben szintén ez a program szerepelt az éves programjegyzékben.
Az élménygasztronómia is szerepet játszik a park életében. A parkzárás után szórakoztató programokkal kombináltan különböző területeken jelennek meg pl. Dinner-show, Indonesia Malam, az Alemannisches Rittermahl-nál és a Dinner & Movie-ban.

## Hotelek

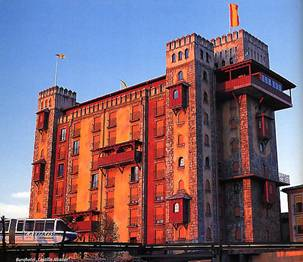
Hotel Castillo Alcazar

A hoteleket közös néven az Europa-Park Resort foglalja egybe. A tervek között szerepel egy 5. hotel is (Projektnév: "Bell Rock") 224 szobával, kb. 900 ággyal és egy 35 méter magas világítótoronnyal. Az építkezés 2011 januárjában kezdődött, a megnyitó 2012 nyarán történt.

### Superior Hotel Resort
A hotelek délen a spanyol és portugál résznél egy VIP átjárón keresztül csatlakoznak a parkhoz és lehetőség van a nyitás előtt 30 perccel korábban a parkba érkezni. (A 35. jubileumi évben 35 perccel.) A vendégek igénybe vehetik a Hotel Colosseo wellness részlegét, bel- és kültéri medencéit is. Esténként a spanyol részen lehetőség van sétálni, illetve esti előadásokat élvezni.
| Név                    | Kategória | Szobaszám | Lakosztály | Megnyitás | Különlegesség |
| ---------------------- | --------- | --------- | ---------- | --------- | --- |
| Hotel El Andaluz       | ****      | 182       | 10         | 1995      | Az első hotel volt, egy spanyol nyári villa stílusában épült                                                                                            |
| Hotel Castillo Alcazar | ****      | 112       | 8          | 1999      | a Hotel El Andaluz továbbépítése; egy középkori vár stílusában építették.                                                                               |
| Hotel Colosseo         | ****S     | 324       | 22         | 2004      | Római építészeti stílusban készült. A hotel egy része a római Kolosseum-ról modellezett. 2010 végére egy 100 négyzetméteres wellness részleggel bővült. |
| Hotel Santa Isabel     | ****S     |           | 66         | 2007      | Egy portugál kolostor stílusában épült. |

### Circus Rolando vendégház
A vendégház egyszerű stílusban épült. A 23 szobás épület a Deutschen Allee-ben található közvetlenül a bejárat mellett. A reggeli a Soperior hotelekben van, ezért autóval érdemes érkezni. A vendégház vendégei is használhatják a park VIP átjáróját.

### Camp-Resort

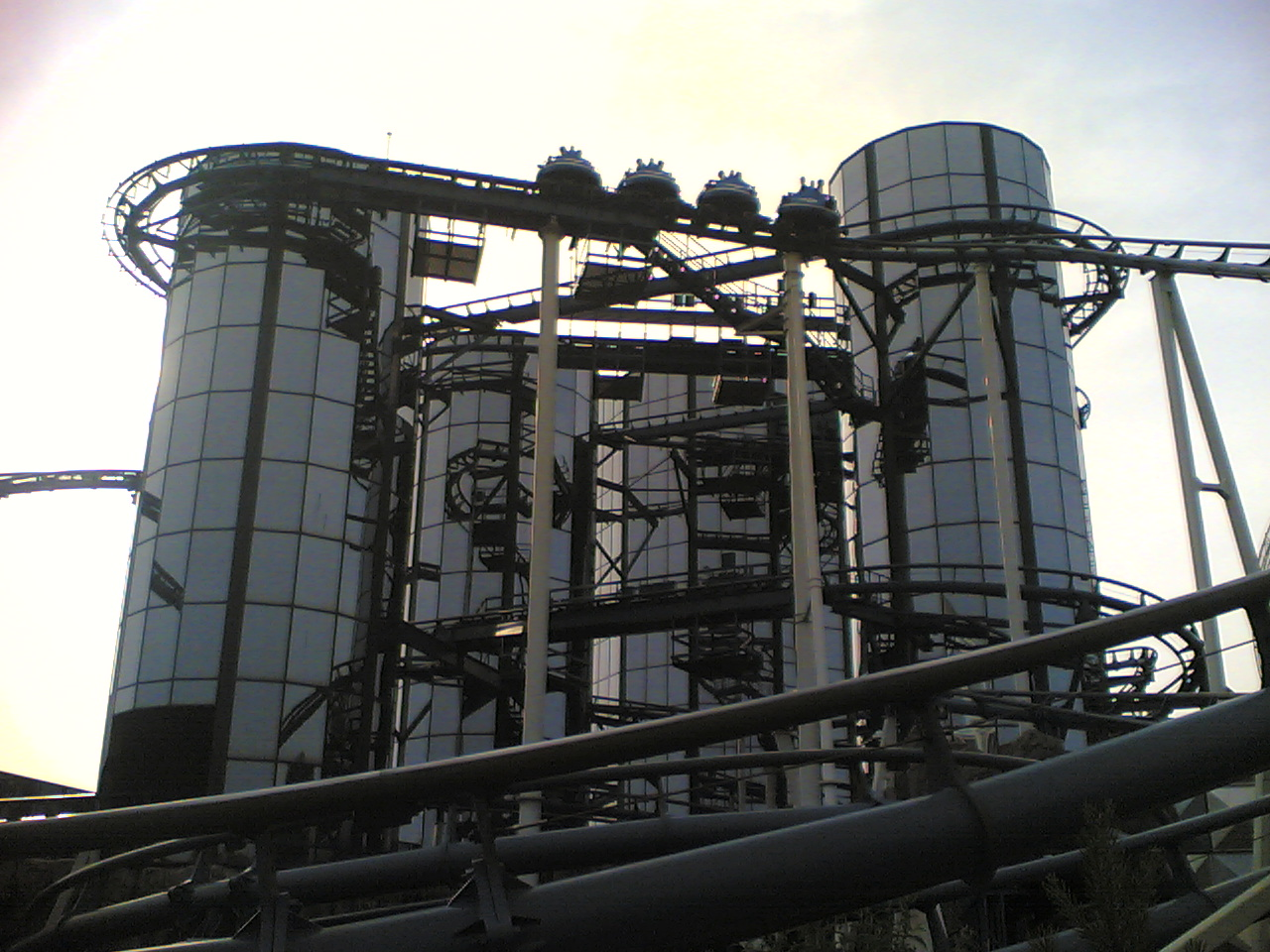
Euromir

A resort része az ún. Europa-Park Camp Resort. Itt található egy "Tipidorf", ahol sátrak, faházak, lakókocsik állnak a megszállni vágyók rendelkezésére. A kialakítás egy "Westernfalu" kinézetű, amely egy szalonétteremnek, reggeliző- és egészségügyi helyiségnek, egy fürdőtónak és több sportlétesítménynek és tűzrakóhelyeknek ad otthont. A Tipidorf 5 percre található a főbejárattól.
A kempingezők részére 200 férőhellyel rendelkezik a park lakóautók vagy sátrak állítása céljából. Az elszámolás, mint a parkolóházaknál, idő alapú, minden megkezdett óra számít, vagyis érkezéskor kapunk egy jegyet és távozáskor fizetünk. Előfoglalás nem lehetséges. A kempingezők rendelkezésére elkülönített helyiségek, valamint egészségügyi helyiség, egy fürdőtó és több sport létesítmény áll. Lehetőség van a Tipidorfban lévő szalonéttermet is igénybevenni. A létesítmény 5 percre van a főbejárattól.

## Közlekedés
Az Europa-Park saját autópálya lehajtóval rendelkezik (Kijárat Nr. 57b „Rust“) az A5 autópályáról. Egyedi, részben 4 sávos bekötőút vezet a parkhoz. A kijárat átadását megelőzően mindig hosszú sorok, torlódás volt a Herbolzheim és az Ettenheim csomópontoknál egészen visszanyúlva az autópályáig. A 2009-es szezon kezdetére egy új 4 sávos út épült körforgalommal.
A legközelebbi vasútállomás a Ringsheim (Regionális vasúti- és Regionálexpress-megállóhely).
Az állomás és a park főbejárata között naponta többször SüdbadenBus (SBG) által üzemeltetett buszjárat közlekedik.
Közvetlen buszjárat Freiburg im Breisgau, Emmendingen és Herbolzheim településekből van.

## Tudjon meg többet
- Az „Öreg Elz“ folyó keresztül folyik a parkon. Egy vízerőmű segítségével áramot állítanak elő, amelyet a park használ fel. A vízi attrakciók Tiroler Wildwasserbahn, Piraten in Batavia, Wasserachterbahn Poseidon, Fjord-Rafting, Atlantica SuperSplash, Whale Adventures – Splash Tours ezenkívül a Seenlandschaft az „Öreg Elz“ vizével üzemel.

## Irodalomjegyzék

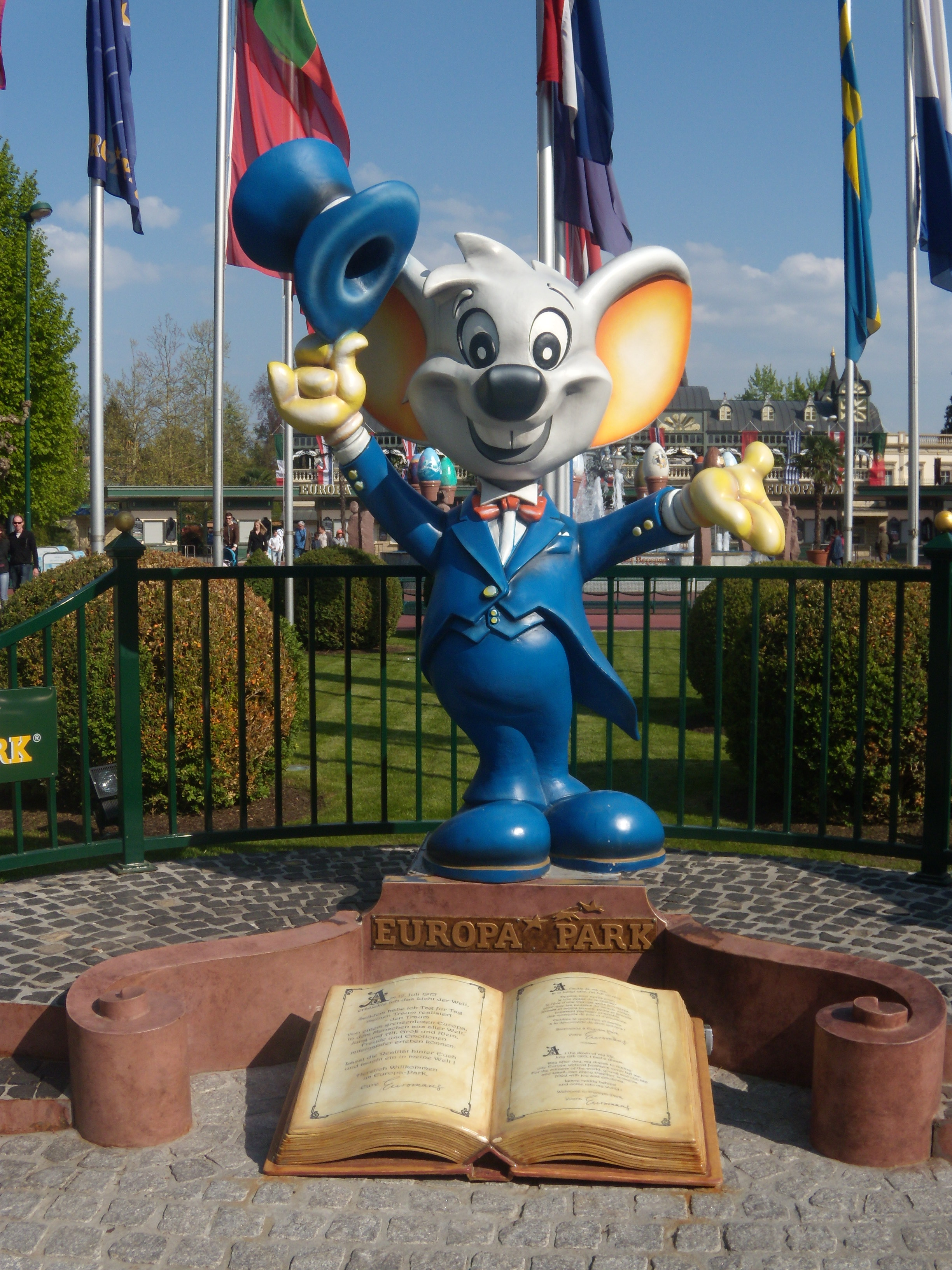
Euro Maus